# تشارلز برتراند (سياسي)
تشارلز برتراند هو سياسي كندي، ولد في 11 يناير 1824 في للسل فيرته في كندا، وتوفي في 2 أبريل 1896 في كيبك في كندا. حزبياً، نشط في حزب كندا المحافظ. وقد انتخب عضو مجلس العموم الكندي.